# Tamerlà a Xirvan i a l'Azerbaidjan (1396)
Tamerlà va estar a Xirvan i l'Azerbaidjan al final de la campanya del Caucas. Eren territoris que estaven sota el seu domini i no van suposar cap nova conquesta, sinó una simple reafirmació de domini.

## Timur a Xirvan
Venint del Caucas Timur va passar per Derbent i Bakú, ciutats que corresponien a l'amir Xaikh Ibrahim de Shirwan, que era el seu vassall i l'havia acompanyat durant tota l'expedició; Xaikh Ibrahim va obtenir permís per avançar-se i entrar a Sheberan o Xirvan on va preparar un gran banquet que va oferir a la cort. D'allí va anar a Shamakhi i va acampar a la vora del riu Kur. A Shamakhi, que pertanyia també a Xaikh Ibrahim, aquest va donar una segona festa amb banquet. Timur li va concedir diverses vestes i objectes d'or per a ell i per membres de la dinastia de Shirwan i els seus generals i li va concedir un diploma per la possessió perpetua i hereditària de Shirwan i Shamakhi; li va encarregar la vigilància de Derbent i li va demanar de comunicar qualsevol que passés en aquesta ciutat. Després d'uns dies al país va creuar el Kur i va anar a acampar a Akhtam ja a l'Azerbaidjan.

## Timur a l'Azerbaidjan (1396)
Timur va ordenar que tots els amirs que havien estat al servei de Miran Shah i havien quedat al Khurasan havien d'anar a servir al príncep al seu govern de l'Azerbaidjan o Takjhi-i-Hulagu (que inclouria des de Rayy i Sultaniya a Hamadan i Nihawand i pel nord-oest fins al Xirvan i Derbent). L'emperador li va ordenar a Miran Shah de governar per si mateix i anar a completar el setge d'Alinjak. L'acompanyarien el príncep Rustem (fill d'Umar Xaikh) i l'amir Jahan Shah Bahadur. Les tropes que van arribar del Khurasan foren establertes en quant a l'ala dreta al Karabagh (regió de Ganja) i el Naxçıvan fins a l'Awnik; i en quant a l'ala esquerra a Sauk Bulak, Derguzin i fins Hamadan.